# Lavra de Pochaeve
A Lavra da Dormição da Mãe de Deus de Pochaeve (russo: Свято-успенская почаевская лавра, Sviato-Ouspenskaya Potchaevskaya Lavra; ucraniano: Почаївська Свято-успенська лавра, Potchaïvs'ka Sviato-Ouspens'ka Lavra) é um mosteiro ortodoxo com o status de Lavra em Pochaiv, Oblast de Ternopil, Ucrânia. O maior complexo de templos ortodoxos e mosteiro na Ucrânia Ocidental e o segundo na Ucrânia depois da Lavra de Kiev-Pechersk. Até 23 de novembro de 2018, pertencia à diocese de Ternopil e Kremenets da Igreja Ortodoxa Ucraniana, mas o Ministério da Justiça da Ucrânia cancelou sua decisão de 2003 de transferir o complexo e o devolveu à Reserva Histórica e Arquitetônica do Estado de Kremenets-Pochaev.